# 蒙松德坎波斯
蒙松德坎波斯，是西班牙卡斯蒂利亚-莱昂帕伦西亚省的一个市镇。 总面积46平方公里，总人口727人（2001年），人口密度16人/平方公里。